# Lauren Socha
Lauren Socha (Derby, Inglaterra es una actriz británica). Es principalmente conocida por su papel de Kelly Bailey en la serie Misfits, emitida por la cadena británica E4. 
En 2012 los creadores de la serie decidieron desvincularla de la misma debido a su arresto por lanzar insultos racistas a un taxista. Como consecuencia, fue condenada a prisión 4 meses, a supervisión 12 meses y a trabajos comunitarios durante 84 horas.

## Filmografía

### Cine
| Año  | Título                   | Papel          | Notas        |
| ---- | ------------------------ | -------------- | ------------ |
| 2006 | Scummy Man               | Nina           | Cortometraje |
| 2008 | Summer                   | Tracey         |              |
| 2009 | The Unloved              | Lauren         | Telefilme    |
| 2010 | Missing                  | Sarah          | Cortometraje |
| 2011 | The Child                | Marilyn Monroe | Cortometraje |
| 2012 | Joint Enterprise         | Deena          |              |
| 2017 | Fanged Up                | Ms Renfield    |              |
| 2018 | Strangeways Here We Come | Shelley        |              |
| 2019 | Shed of the Dead         | Bobbi          |              |

### Televisión
| Año     | Título           | Papel                   | Notas                     |
| ------- | ---------------- | ----------------------- | ------------------------- |
| 2009–11 | Misfits          | Kelly Bailey            | Reparto principal (T1-T3) |
| 2010    | Five Daughters   | Dawn                    | 3 episodios               |
| 2010    | 71 Degrees North | Ella misma              |                           |
| 2014    | Plebs            | Amanda                  | Episodio: "The Chariot"   |
| 2015–19 | Catastrophe      | Anna                    | 5 episodios               |
| 2018    | Urban Myths      | Amy                     | Episodio: "Public Enemy"  |
| 2020    | The Other One    | Catherine "Cat" Walcott | 6 episodios               |

### Videoclip
| Año  | Título                   | Grupo          | Notas                  |
| ---- | ------------------------ | -------------- | ---------------------- |
| 2006 | "When the Sun Goes Down" | Arctic Monkeys | junto a Stephen Graham |

## Premios y nominaciones
| Año  | Trabajo     | Premio              | Category                           | Result   |
| ---- | ----------- | ------------------- | ---------------------------------- | -------- |
| 2010 | The Unloved | BAFTA TV Awards     | Best Supporting Actress            | Nominada |
| 2011 | Misfits     | BAFTA TV Awards     | Best Supporting Actress            | Ganadora |
| 2011 | Misfits     | Golden Nymph Awards | Outstanding Actress - Drama Series | Nominada |